# 和気彜範
和気 彜範（わけ の つねのり）は、平安時代前期の貴族。隠岐守・和気時盛の子とする系図がある。官位は従四位下・伊予守。

## 経歴
木工大允を経て、清和朝の貞観2年（860年）従五位下に叙爵し、翌貞観3年（861年）木工権助に昇格する。貞観7年（865年）木工頭・紀春枝や木工権頭・有宗益門ら木工寮の官人らと共に近江国へ派遣されている。貞観9年（867年）少納言に転じて、のち侍従を兼ね、清和朝後半は少納言兼侍従として天皇の身近に仕えた。また、同年には円珍を延暦寺座主とする使いも務めた。貞観11年（869年）従五位上に叙せられ、翌貞観12年（870年）検河内国水害堤使に任ぜられる。またこの間、以下の奉幣使も務めた。
- 貞観3年（861年）雨乞いのための平安京近郊の名神七社への奉幣使[4]
- 貞観7年（865年）阿蘇山神霊池の変に伴う豊前国八幡大菩薩奉幣使[5]
- 貞観7年（865年）盾と矛の奉納のための石清水八幡大菩薩宮奉幣使[6]
- 貞観14年（872年）国内外の頻繁な怪異発生に伴う石清水社奉幣使[7]

貞観19年（877年）正月の陽成天皇の即位に伴い正五位下に昇叙される。まもなく内蔵頭に遷り、同年4月に大極殿の起工を行った際、権左中弁・藤原春景や木工権頭・藤原維邦らと共に行事を仕切った。元慶3年（879年）従四位下に叙せられる。元慶7年（883年）渤海使が来日した際には、鴻臚館に派遣されて貢物と回賜の交換対応を行っている。
元慶8年（884年）光孝天皇の即位後まもなく山城守として地方官に転じるが、翌元慶9年（885年）内蔵頭に復任する。仁和3年（887年）伊予守に任ぜられ再び地方官を務めた。
仁和4年（888年）5月3日、卒去。

## 官歴
『日本三代実録』による。
- 時期不詳：正六位上。木工大允
- 貞観2年（860年） 11月16日：従五位下
- 貞観3年（861年） 5月20日：木工権助
- 貞観9年（867年） 正月12日：少納言
- 時期不詳：兼侍従
- 貞観11年（869年） 正月7日：従五位上
- 貞観12年（870年） 2月15日：検河内国水害堤使
- 貞観19年（877年） 正月3日：正五位下
- 時期不詳：内蔵頭
- 元慶3年（879年） 11月25日：従四位下
- 元慶8年（884年） 3月9日：山城守
- 元慶9年（885年） 2月20日：内蔵頭
- 仁和3年（887年） 8月22日：伊予守
- 仁和4年（888年） 5月3日：卒去